# Ehsan Hajsafi
Ehsan Hajsafi (født 25. februar 1990 i Kashan, Iran), er en iransk fodboldspiller (venstre midtbane/back).
Hajsafi spiller for Olympiakos i Grækenland, som han har repræsenteret siden 2018. Han har tidligere repræsenteret en række klubber i hjemlandet, samt Panionios og FSV Frankfurt.

## Landshold
Hajsafi debuterede for Irans landshold 25. maj 2008 i en venskabskamp mod Zambia. Senere samme år scorede han sit første mål for holdet i et opgør mod Syrien. Han var en del af den iranske trup til VM 2014 i Brasilien og til VM 2018 i Rusland.
I 2017 blev Hajsafi sammen med holdkammeraten Masoud Shojaei udelukket på livstid fra det iranske landshold, fordi de med deres daværende klub Panionios havde deltaget i en Europa League-kamp mod en israelsk klub. Karantænen blev dog trukket tilbage senere samme år.